# Vrbka (odbočka)
Vrbka (nebo též Odb Vrbka) je odbočka, která se nachází v km 216,450 trati Žatec–Obrnice mezi stanicemi Postoloprty a Počerady. V odbočce odbočuje trať směrem k odbočce Bažantnice, kde se napojuje na trať směrem do Loun předměstí. Trať ve směru na Obrnice je dvoukolejná, traťové úseky do Postoloprt a Bažantnice jsou jednokolejné. Nachází se v severně od města Postoloprty na katastrálním území Vrbka u Postoloprt.

## Historie
Od roku 1992 je z odbočky dálkově ovládána sousední odbočka Bažantnice.

## Popis odbočky
Odbočka je vybavena reléovým zabezpečovacím zařízením (RZZ), které je společné se sousední odbočkou Bažantnice. Zabezpečovací zařízení obsluhuje místně výpravčí ze stavědla. V odbočce jsou čtyři výhybky s elektromotorickým přestavníkem a elektrickým ohřevem pro zimní podmínky. Odbočka je kryta čtyřmi vjezdovými návěstidly zapojenými do RZZ: 1S a 2S od Počerad, L od Postoloprt a AL od Bažantnice. Jízda vlaků ve všech třech přilehlých traťových úsecích je zajištěna traťovým zabezpečovacím zařízením 3. kategorie - obousměrným traťovým souhlasem typu AB 3-74. V odbočce jsou u obou kolejí zřízena služební nástupiště o délce 8 m.